# توماس تورجوس
توماس تورجوس (بالإنجليزية: Thomas Turgoose)‏ هو ممثل بريطاني، ولد في 11 فبراير 1992 بالمملكة المتحدة.

## أعمال

### أفلام
- (2006) هذه هي إنجلترا[5][6]
- (2008) بحيرة عدن
- (2017) الدائرة الذهبية

## ترشيحات
ترشيحات
- جائزة السينما المستقلة البريطانية لأفضل ممثل في فيلم بريطاني مستقل [الإنجليزية]‏ (2008)

## وصلات خارجية
- توماس تورجوس على موقع IMDb (الإنجليزية)
- توماس تورجوس على موقع ألو سيني (الفرنسية)
- توماس تورجوس على موقع تيرنر كلاسيك موفيز (الإنجليزية)
- توماس تورجوس على موقع أول موفي (الإنجليزية)
- توماس تورجوس على موقع قاعدة بيانات الأفلام السويدية (السويدية)
- توماس تورجوس على موقع ديسكوغز (الإنجليزية)
- توماس تورجوس على موقع قاعدة بيانات الفيلم (الإنجليزية)
- توماس تورجوس على موقع كينوبويسك (الروسية)